# ガイウス・センプロニウス・トゥディタヌス
ガイウス・センプロニウス・トゥディタヌス（Gaius Sempronius Tuditanus）は共和政ローマのプレブス（平民）出身の政治家・軍人で著作家。紀元前129年に執政官（コンスル）を務めた。

## 経歴
トゥディタヌスはプレブスであるセンプロニウス氏族の出身である。父のプラエノーメン（第一名、個人名）もガイウスで、紀元前146年にはギリシアに新秩序を構築するための10人委員会に選ばれている。共和政ローマ末期の政治家、文筆家、哲学者であるキケロは、トゥディタヌス父子の業績をいくつか混同しており、紀元前45年に書かれた友人アッティクスへの手紙にも、この間違いが見られる。
おそらくトゥディタヌス本人は、紀元前146年の時点では執政官ルキウス・ムンミウスのトリブヌス・ミリトゥム（高級士官）を務めていた。紀元前145年には財務官（クァエストル）に就任した。 おそらく彼は「スキピオ派」に属していたと見られ、法で定められた期間より早くアエディリス・クルリス（上級按察官）に就任しているが、特に問題とはされなかったようである。紀元前132年には法務官（プラエトル）と順調に出世して行った。
紀元前129年には執政官に就任し、その政治歴の頂点に達した。同僚執政官はマニウス・アクィッリウスであった。彼はイタリア本土を統治せねばならず、元老院決議に従い、グラックス兄弟の改革によって土地を没収されたとする、ローマ同盟都市からの告訴の正当性を判断する必要があった。しかしトゥディタヌスはこの任務を好まず、戦争が差し迫っていたこともありイリュリアへ向かった。こうして、別の任務が課されることも防いだ。
リウィウスは「執政官ガイウス・センプロニウス・トゥディタヌスは当初イアピデス人（en）に敗北したが、この敗北はデキムス・ユニウス・ブルトゥスの勝利によって相殺された」とするが、他方アッピアノスが「センプロニウス・トゥディタヌスとティベリウス・パンドゥサと共にアルプスに住むイアペデス人と戦い、彼を服従させたようだ」と述べている。トゥディタヌスはローマに戻って凱旋式を実施している。彼はイアピデデスに対する勝利を不滅のものにするため、アクイレイアの川の神ティマイウスに勝利の詩（サトゥルニア、en）奉納した。この断片が1906年に発見されている。おそらくは、ローマの詩人ホスティウス（en）の作と思われる。ガイウス・プリニウス・セクンドゥス（大プリニウス）は、その『博物誌』において、トゥディタヌス（イアペデス人が住んでいた土地であるイストリアの征服者とされている）の碑文に記載されているイストリアのローマ都市名を列記しているが、アルサ川をイタリアとの国境とし、広さは400キロメートル四方としている。
トゥディタヌスのその後に関しては不明である。

## 著作
トゥディタヌスは作家としても知られているが、現在残っているのはその断片に過ぎない。キケロはその文体を優雅であると評している。ローマ内の派閥ではトゥディタヌスはオプティマテス（門閥派）に属しており、その支持のために少なくとも13冊のローマ法に関する著作を表している。対するポプラレス（民衆派）では、マルクス・ユニウス・コングス・グラッカヌスが、自派を正当化する法律本を7冊出している。これらの著作はローマ文学の最初期のものである。
著作の中で引用されているなかのいくつか（例えば、ラティウムの先住民であったアボリジニ（en）と呼ばれる人々や、ローマ王ヌマ・ポンピリウスに関するとされる本の発見など）は法律とは関係していない。このため、何人かの学者は、建国から紀元前2世紀までを取り扱った歴史家であるともみなしている。
おそらくは、博物学者のマルクス・テレンティウス・ウァロ（紀元前116年 - 紀元前27年。ローマの公立図書館長でカピトリヌスのファスティの編者）が、トゥディタヌスの著作には大カトやルキウス・カッシウス・ヘミナ（en）を原資料が引用されており、加えてその内容が同時代のルキウス・カルプルニウス・ピソ・フルギ（紀元前133年の執政官）と一致し、ユニウス・グラッカヌスのものとは異なる（前述の政治派閥の違いのため）ことを発見したと思われる。そしてまた、トゥディタヌスの著作を後世の歴史家（ハリカルナッソスのディオニュシオス、大プリニウス、マルコビウス（en）等）に伝えたのもウァロである。但し、アウルス・ゲッリウス（125年頃 - 180年以降）の『アッティカ夜話』に含まれるトゥディタヌスに関する二箇所の記述（7.4.1 と 13.15.4）は、ウァロではなくそれぞれクィントゥス・アエリウス・トゥベロ（紀元前11年の同名の執政官の父）とアウグル（鳥占官）のメッサッラからの引用である。

## 参考資料

### 古代の資料
- マルクス・トゥッリウス・キケロ『アッティクスへの手紙』
- マルクス・トゥッリウス・キケロ『弟クィントゥスへの手紙』
- マルクス・トゥッリウス・キケロ『国家論』
- マルクス・トゥッリウス・キケロ『神々の本性について』
- マルクス・トゥッリウス・キケロ『ブルトゥス』
- ウェッレイウス・パテルクルス 『ローマ世界の歴史』
- アッピアノス『ローマ史』
- ティトゥス・リウィウス『ローマ建国史』
- ガイウス・プリニウス・セクンドゥス『博物誌』
- マクロビウス 『サトゥルナリア』
- アウルス・ゲッリウス『アッティカ夜話』

### 研究書
- H. Peter, Historicorum Romanorum Reliquiae (HRR) 1, p. 143-147.
- Friedrich Münzer: Sempronius 92). In: Realencyclopädie der Classischen Altertumswissenschaft, vol. IIA, 2 (1923), col. 1441-1443.